# Robert Ballanger
Pour les articles homonymes, voir Ballanger.
Robert Ballanger, né le 2 novembre 1912 à Nantes (France) et mort le 26 janvier 1981 à Sevran (France), est un homme politique français.
Membre du Parti communiste français, il est député de la Seine-et-Oise, puis de la Seine-Saint-Denis de 1945 à 1981, président du groupe parlementaire communiste de 1964 à 1981 et maire d'Aulnay-sous-Bois de 1971 à 1978.

## Biographie
Né en 1912 à Nantes dans une famille modeste, d'une mère couturière et d'un père maréchal-des-logis-chef puis surveillant général aux Chantiers de la Loire, Robert Ballanger termine ses études avec un brevet supérieur. Il poursuit avec des cours du soir de littérature et de comédie au Conservatoire de Nantes.
Il milite au sein du mouvement breton et est membre de la Ligue fédéraliste de Bretagne jusqu'à sa disparition en 1934 ; il y côtoie Maurice Duhamel et Morvan Marchal. Il est employé à l'usine des Batignolles (1935), puis comme commis auxiliaire au ministère des Colonies à Nantes (1936). Adhérent du PCF en mars 1934, il devient secrétaire adjoint de la section de Nantes-ville en janvier 1937 et secrétaire régional de Loire Inférieure en 1939.
Il participe à la Résistance pendant la Seconde Guerre mondiale, période au cours de laquelle il est en contact avec Auguste Lecœur et Marcel Paul. À la fin de 1940, il s'emploie, en compagnie de Venise Gosnat, à réorganiser le parti communiste en Bretagne et contribue à la création de l'Organisation spéciale. De mai à octobre 1942, il est responsable « interrégional » de la région Centre (départements du Cher, Indre-et-Loire, Loir-et-Cher, Loiret et Nièvre), puis, en octobre 1942, dans la région parisienne. En octobre 1943, il intègre l'état-major national des FTP et est en contact avec la direction illégale du PCF.
En août 1944, il est nommé vice-président du Comité départemental de Libération de Seine-et-Oise, en tant que représentant du PCF. Il est décoré de la Croix de guerre 1939-1945 et de la Médaille de la Résistance.
Député de la Seine-et-Oise de 1945 à 1967, puis de la Seine-Saint-Denis de 1968 à 1981, il est élu quatorze fois. Il préside le groupe communiste à l'Assemblée nationale de 1964 à 1981.
Le 12 mars 1956, il est le seul député PCF à voter contre les pouvoirs spéciaux demandés par le président du Conseil Guy Mollet en vue du « rétablissement de l'ordre » (selon la formule officielle) en Algérie
Il a été conseiller général du Raincy de 1945 à 1951, conseiller municipal de Livry-Gargan de 1953 à 1959, et maire d'Aulnay-sous-Bois de 1971 à 1978.
Lors des événements de Mai 68, Robert Ballanger, fait partie des 20 députés communistes qui déposent, avec 49 autres, une motion de censure le 14 mai à l’Assemblée nationale, laquelle condamne le régime gaulliste qui « dix ans après sa prise de pouvoir […] refusant tout dialogue véritable, contraint les étudiants, les enseignants, les paysans, les ouvriers les jeunes sans emploi, à recourir à des manifestations de rue d’une exceptionnelle ampleur ».
Robert Ballanger meurt le 26 janvier 1981, à Sevran.
Alors qu'il était député-maire d'Aulnay-sous-Bois, il a été l'initiateur de la création du Syndicat d'équipement et d'aménagement des Pays de France et de l'Aulnoye (SEAPFA), en 1971.
Son nom a été donné à l'hôpital intercommunal d'Aulnay-sous-Bois, Sevran et Villepinte.

## Décorations
- Croix de guerre 1939–1945
- Médaille de la Résistance française

## Filmographie
- La Loi (2014), téléfilm de Christian Faure, joué par Frédéric Norbert